# Тимин (мифология)
Тимин  — в индийской позднейшей мифологии огромная рыба. Другая такая рыба ещё больших размеров называется Тимин-гила («глотатель Тимина»), а третья, превосходящая и её своей величиной — Тимин-гила-гила, то есть глотатель глотателя Тимина. Имя Тимин напоминает имя легендарной арабской морской змеи Тиннин (Tinnîn). Другое её имя — Самудрару (Samudrâru).
В дополнение к индийской мифологии, мотив огромной рыбы, поглощающей другие морские существа, встречается и в других культурах, что указывает на широкое распространение морских легенд о гигантских существах. Например, подобная история огромного кита, который может проглотить целые корабли, присутствует в скандинавской мифологии и фольклоре. Этот образ отражает глубокую связь человека с морем и его животным миром, а также универсальный страх перед неизведанными глубинами и теми существами, которые там обитают.